# Lastbarelle
Eine Lastbarelle oder Barelle ist eine Plattform für den Gütertransport bei Luftseilbahnen. Bei Pendelbahnen ist die Lastbarelle entweder als Unterlast unter der Kabine eingehängt oder verkehrt als eigenständiges Fahrbetriebsmittel. Bei Kleinseilbahnen werden offene Fahrbetriebsmittel, die hauptsächlich für den Gütertransport verwendet werden, als Barelle bezeichnet, auch wenn sie für den Personentransport zugelassen sind. Dies dient zur Unterscheidung von geschlossenen Kabinen für den Personentransport.

## Barelle als Unterlast
Bei Pendelbahnen mit Kabinen für den Personentransport können Barellen für den Materialtransport eingesetzt werden, die wahlweise bei Bedarf oder fest unter der Kabine eingehängt werden. Die Plattform der Barelle befindet sich dabei je nach Ausführung ca. 2,5 Meter unter dem Kabinenboden. Das häufigstes Transportgut sind Güter auf Europaletten, aber auch kleinere Fahrzeuge können transportiert werden. Kabinen mit Barelle als Unterlast verwenden Lastmesssysteme, um eine Überlastung Seilbahn zu vermeiden. Im Gegensatz zum Personentransport, bei dem das Kabinenvolumen die Beladung begrenzt, ist die Gefahr einer Überlastung bei Lastentransporten größer und kann bei zu starkem Durchhang der Seile zu einer Bodenberührung führen.
Die Luftseilbahn der Bergbahn Lauterbrunnen–Mürren verwendet eine unter der Kabine eingehängte Lastbarelle ein, die bis zu sechs Tonnen Güter transportieren kann. Für den Güterumschlag von der Luftseilbahn auf die Schmalspurbahn in der Bergstation wird ein eigens dafür konzipierter Schrägaufzug eingesetzt, dessen Wagen die Europalette mit einem Drehkop mit Staplerzinken aus der Lastbarelle entnehmen und auf die Güterwagen der Schmalspurbahn übergeben kann.

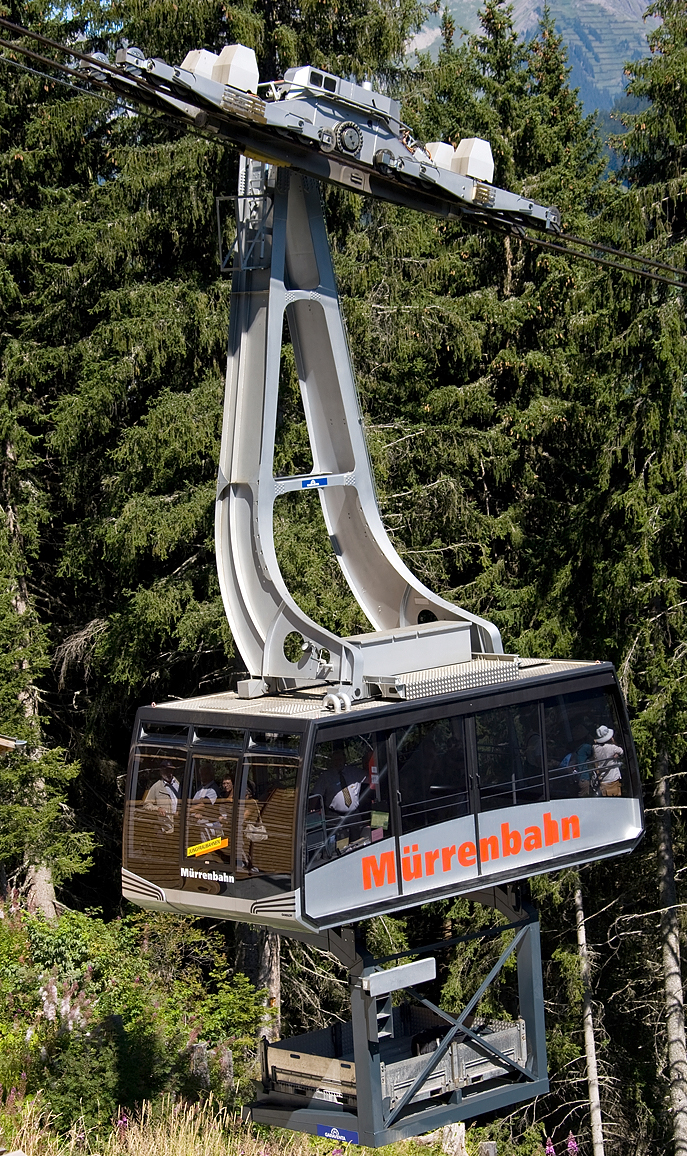
Kabine mit Lastbarelle der Bergbahn Lauterbrunnen–Mürren
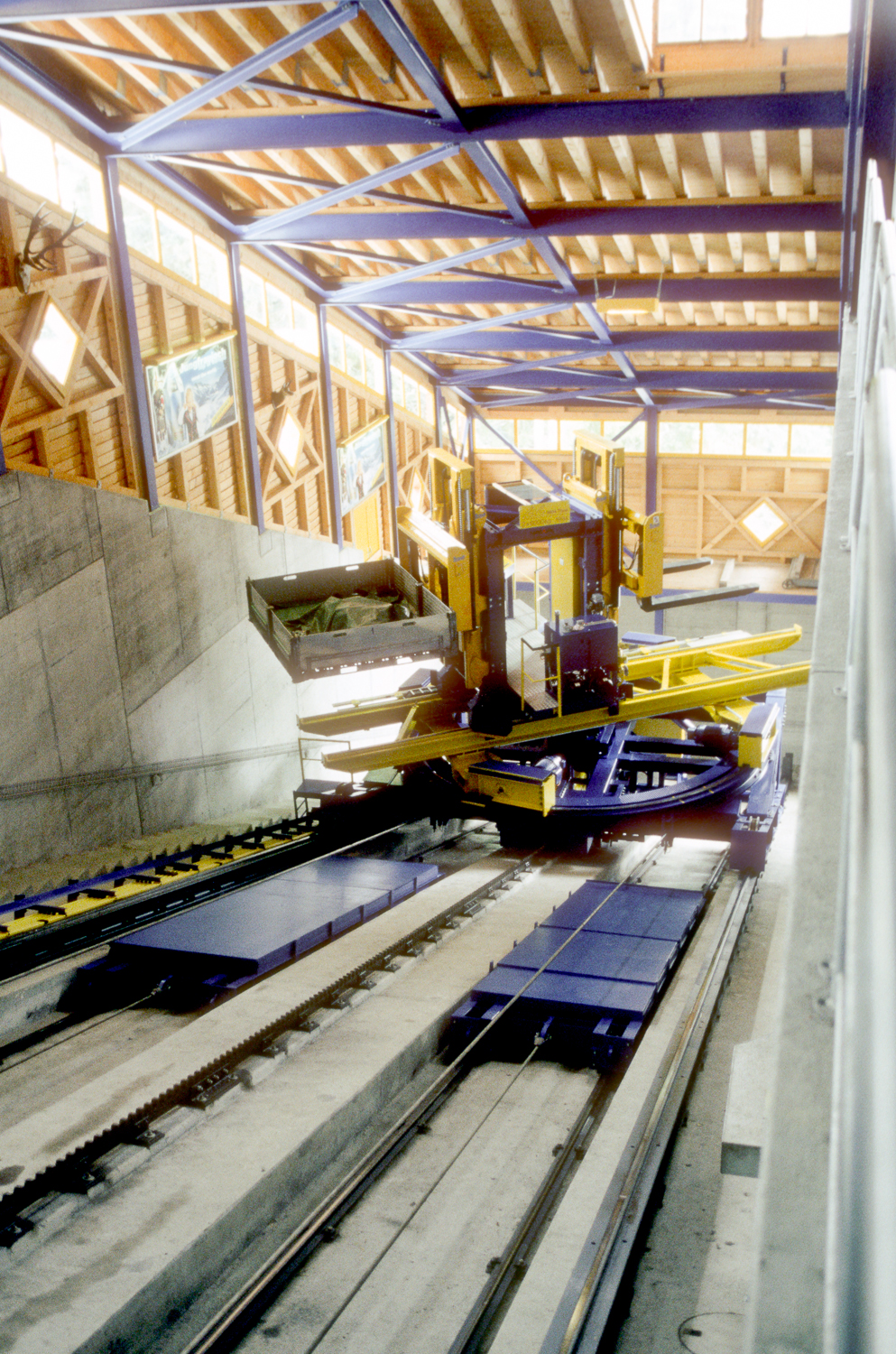
Güterumschlaganlage in der Bergstation

## Barelle als eigenständige Fahrbetriebsmittel
Bei Seilbahnen, die hauptsächlich für den Transport von Lasten ausgelegt sind, werden oft Lastbarellen als eigenständige Fahrbetriebsmittel eingesetzt. So wurde beispielsweise bei der Pendelbahn Grütschalp–Marchegg, die zur Erschließung einer Lawinenverbauungen gebaut wurde, eine Lastbarelle eingesetzt, die wahlweise gegen eine Kabine für die Personenbeförderung ausgetauscht werden konnte. Bei Nichtgebrauch wurde die Kabine in der Talstation abgestellt. Die Bahn wurde inzwischen abgebaut. Die Luftseilbahn San Carlo–Robièi verwendet auf einer Fahrspur eine 20-t-Lastbarelle für Schwerlasttransporte. Für Belad und Entlad kann die Plattform in der Station abgesenkt werden. Lastbarellen werden auch bei Gondelbahnen für den Transport von Gepäck und Material eingesetzt. Bei der 2012 in Betrieb genommenen Gondelbahn Stöckalp–Melchsee-Frutt kommen bis zu vier Barellen mit einer Tragfähigkeit von je 1,2 Tonnen zum Einsatz.

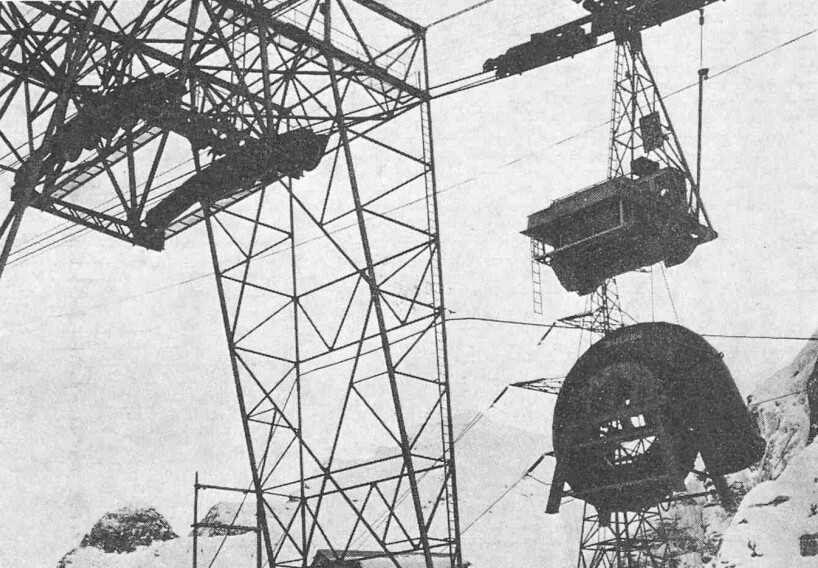
Lastbarelle der Luftseilbahn San Carlo–Robièi mit Unterlast
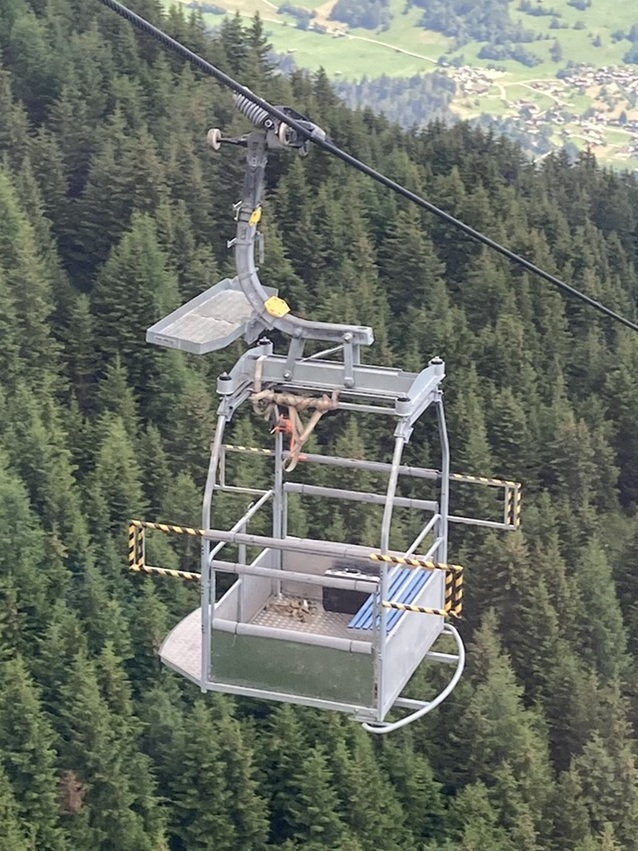
Lastbarelle der Gondelbahn Fiesch–Fierscheralp

## Kleinseilbahnen

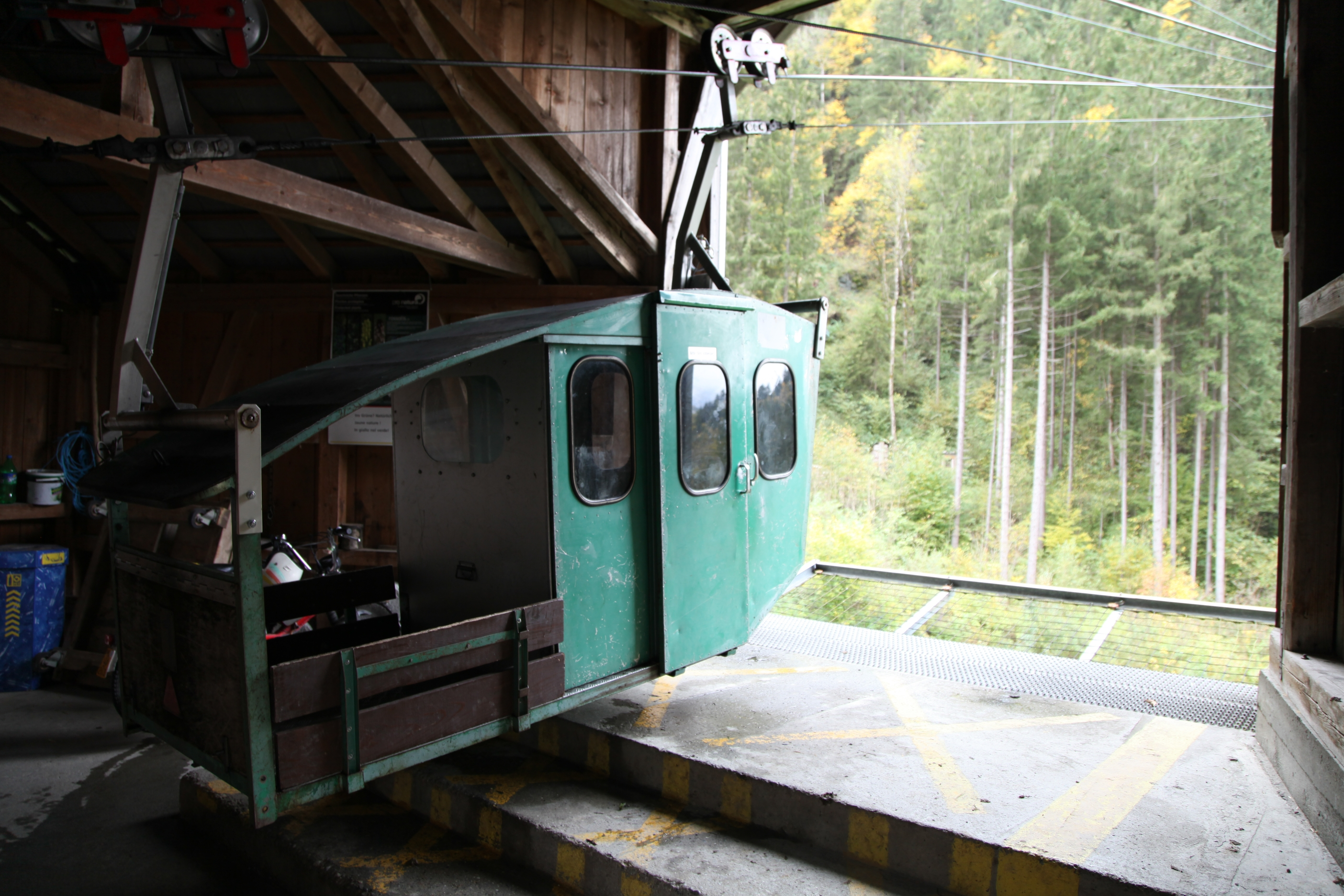
Niederberger-Schiffli genanntes Fahrbetriebsmittel mit Kabinenteil (rechts) und Barellenteil (links)

Neben geschlossenen Kabinen für den Personentransport werden bei Kleinseilbahnen häufig Barellen für den Material- und Viehtransport eingesetzt, die als Nebenaufgabe auch Personen befördern können. Die Barellen sind oft mit einer Doppelaufhängung mit Zwei-Rollen-Fahrwerk ausgerüstet, was ihnen eine hohe Windstabilität im Vergleich zu Fahrzeugen mit Einzelaufhängung verleiht. Es werden auch Fahrbetriebsmittel eingesetzt, die Barelle und geschlossene Kabine in einem Fahrzeug vereinen, wie sie beispielsweise vom Seilbahnhersteller Niederberger in Dallenwil gebaut werden. Die längliche Form dieser Fahrbetriebsmittel erinnerte an ein kleines Schiff, weshalb sie im Volksmund Niederberger-Schiffli genannt werden. Sie bestehen aus einem bergseitigen, geschlossenen Kabinenteil mit sechs Sitzplätzen auf Bänken und einer talseitigen, offenen Barelle mit einem Blechdach als Berührungsschutz zum Tragseil.